# Sherford
Sherford è una new town in costruzione nella contea del Devon, in Inghilterra.